# Buchholz (Duisburg)
Buchholz ist ein Stadtteil im Stadtbezirk Süd der kreisfreien Großstadt Duisburg in Nordrhein-Westfalen. In dem Stadtteil leben 14.197 Menschen auf einer Fläche von 3,52 km² (Stand: 2023). An der Einwohnerzahl gemessen, ist Buchholz der größte Stadtteil im Stadtbezirk Süd.

## Lage
Duisburg-Buchholz liegt im Stadtbezirk Süd der kreisfreien Großstadt Duisburg in Nordrhein-Westfalen. Der Stadtteil grenzt im Westen an Wanheim-Angerhausen, im Süden an Huckingen und Großenbaum, im Osten an Wedau und im Norden an Wanheimerort.

## Geschichte
Der Ortsname „Buchholz“ existiert bereits seit dem Mittelalter und wurde nach einem Waldgebiet benannt, das überwiegend aus Buchen bestand. Die Buchholzer Mark grenzte im Norden an den zu Duisburg gehörenden Wald, im Westen an den Rhein (Eichelskamp) und an die klevische Enklave Wanheim-Angerhausen. Das älteste erhaltene Weistum zum Grenzverlauf gegen die klevische Seite stammt aus dem Jahr 1489. Bis in das 15. Jahrhundert gab es in der Gegend nur einen Hof, den 1961/62 abgerissenen Kirchmannshof im Osten von Buchholz. Um 1830 wurde das Gebiet zunächst von einigen Bauern besiedelt. Mit der Rodung eines Teiles des Waldes ab 1820 erfolgte die Schaffung von Ackerflächen für die landwirtschaftliche Nutzung und Besiedelung. Vom ursprünglichen Wald erhalten ist heute nur noch der Buchenwald an der Wedauer Straße, und Teile des Gebietes, das seit 1923 den Duisburger Waldfriedhof (zeitweise als Neuer Friedhof bekannt) umfasst.
Mit der schnell wachsenden Bevölkerung zum Ende des 19. Jahrhunderts wurde die Einrichtung einer eigenen Pfarre erforderlich. Bis 1910 war die Mutterpfarre von Bucholz die katholische Kirchengemeinde St. Peter und Paul in Huckingen. Erst im Jahr 1900 wurde vor Ort in Buchholz ein Pfarr-Rektorat eingerichtet, das 1910 zur Pfarre erhoben wurde. Im gleichen Jahr fand der erste Gottesdienst in der neuen Buchholzer Pfarrkirche mit dem Namen des Apostels Judas Thaddäus statt. Zuvor hatte seit 1900 eine kleine Notkirche bestanden. Die evangelischen Einwohner besuchten Gottesdienste in Wanheim-Angerhausen bzw. seit 1923 in Wedau.
Die erste Schule an der Schulstraße, heute Münchener Straße, wurde am 18. August 1868 eingeweiht. Die ersten Schüler waren 48 Jungen und 50 Mädchen. 1914 waren es bereits 1.016 Schüler in 17 Klassen. Als 1921 die Franzosen das Ruhrgebiet besetzten, wurde die Schule mit französischen Truppen belegt.
Im Jahre 1929 schied Buchholz aus dem Landkreis Düsseldorf aus und wurde in den Stadtkreis Duisburg eingemeindet.

## Bevölkerungsentwicklung
Seit 1895 entwickelte sich die Bevölkerung in Buchholz wie folgt:
| Jahr | Einwohnerzahl |
| ---- | ------------- |
| 1895 | 887           |
| 1925 | 4.505         |
| 1930 | 4.441         |
| 1939 | 7.505         |
| 1962 | 20.098        |
| 2013 | 14.037        |
| 2014 | 14.073        |
| 2015 | 13.909        |
| 2016 | 14.000        |
| 2017 | 13.948        |
| 2018 | 14.428        |
| 2019 | 14.581        |
| 2020 | 14.081        |
| 2022 | 14.130        |
| 2023 | 14.197        |

## Infrastruktur

### Krankenhäuser, Ärzte und Pflegeeinrichtungen
In Duisburg-Buchholz sind mehrere Allgemeinmediziner mit hausärztlicher Betreuung niedergelassen. Das am Altenbrucher Damm gelegene Gesundheitszentrum Sittardsberg (GZS) ist ein spezielles Fachärzte-Haus mit unterschiedlichen Arzt- und Therapie-Praxen sowie Wellness- und Fitness-Angeboten. Zur Betreuung von älteren und pflegebedürftigen Menschen gibt es in dem Stadtteil zwei Seniorenheime und verschiedene Möglichkeiten zur ambulanten Versorgung.
An der Großenbaumer Allee liegt das auf Unfallchirurgie (überregionales Traumazentrum), Rückenmarkverletzte, Handchirurgie, septische Chirurgie, Brandverletzungen und Schmerzmedizin spezialisierte BG Klinikum Duisburg, das zudem Standort des Rettungshubschraubers Christoph 9 ist.

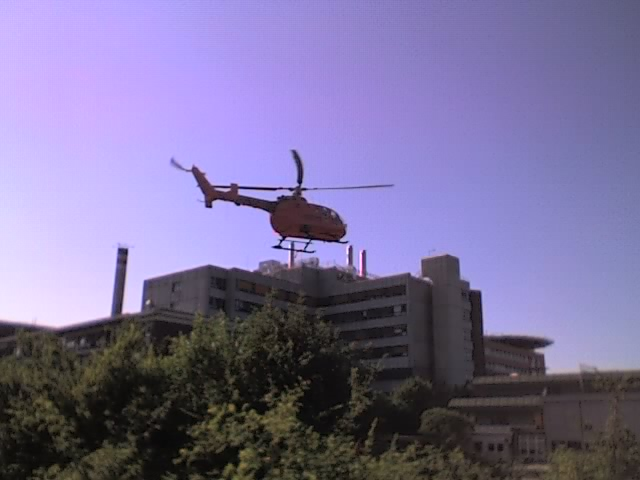
BG Unfallklinik und Rettungshubschrauber

### Einzelhandel und Nahversorgung
Der Stadtteil bietet eine umfassende Nahversorgung mit einer Vielzahl von Geschäften und Dienstleistungen. Die „Münchener Straße“ fungiert als Hauptgeschäftsstraße des Stadtteils und beherbergt eine breite Palette von Einzelhandelsgeschäften. Hier finden sich bekannte Marken wie Kodi-Haushaltswaren, dm-drogerie markt sowie Bekleidungsgeschäfte wie Ernsting’s Family und KiK.
Zusätzlich zu den Einkaufsmöglichkeiten in der „Münchener Straße“ sind in der näheren Umgebung auch Lebensmittelgeschäfte wie Edeka und Penny zu finden. Darüber hinaus gibt es in dem Stadtteil eine Vielzahl weiterer Dienstleistungen, darunter Apotheken, Bäckereien, Friseure, Fußpflegen und Änderungsschneidereien. Eine kleine Auswahl an Restaurants, Cafés, Imbissen und Gaststätten rundet das Angebot des Stadtteils ab.
Eine 24-Stunden Shell-Tankstelle, eine Post- und Paketannahmestelle sowie eine Zweigstelle der Sparkasse Duisburg bieten weitere Annehmlichkeiten für die Bewohner in Buchholz.

### Polizei und Feuerwehr
Die zentral am Sittardsberg gelegene Polizeiwache Buchholz ist eine ständig besetzte Dienststelle der Polizei Duisburg.
An der Düsseldorfer Landstraße befindet sich die Feuer- und Rettungswache 7 der Feuerwehr Duisburg, welche für den gesamten Duisburger Süden zuständig ist. Darüber hinaus gibt es in dem Stadtteil auch einen Standort der Freiwilligen Feuerwehr.

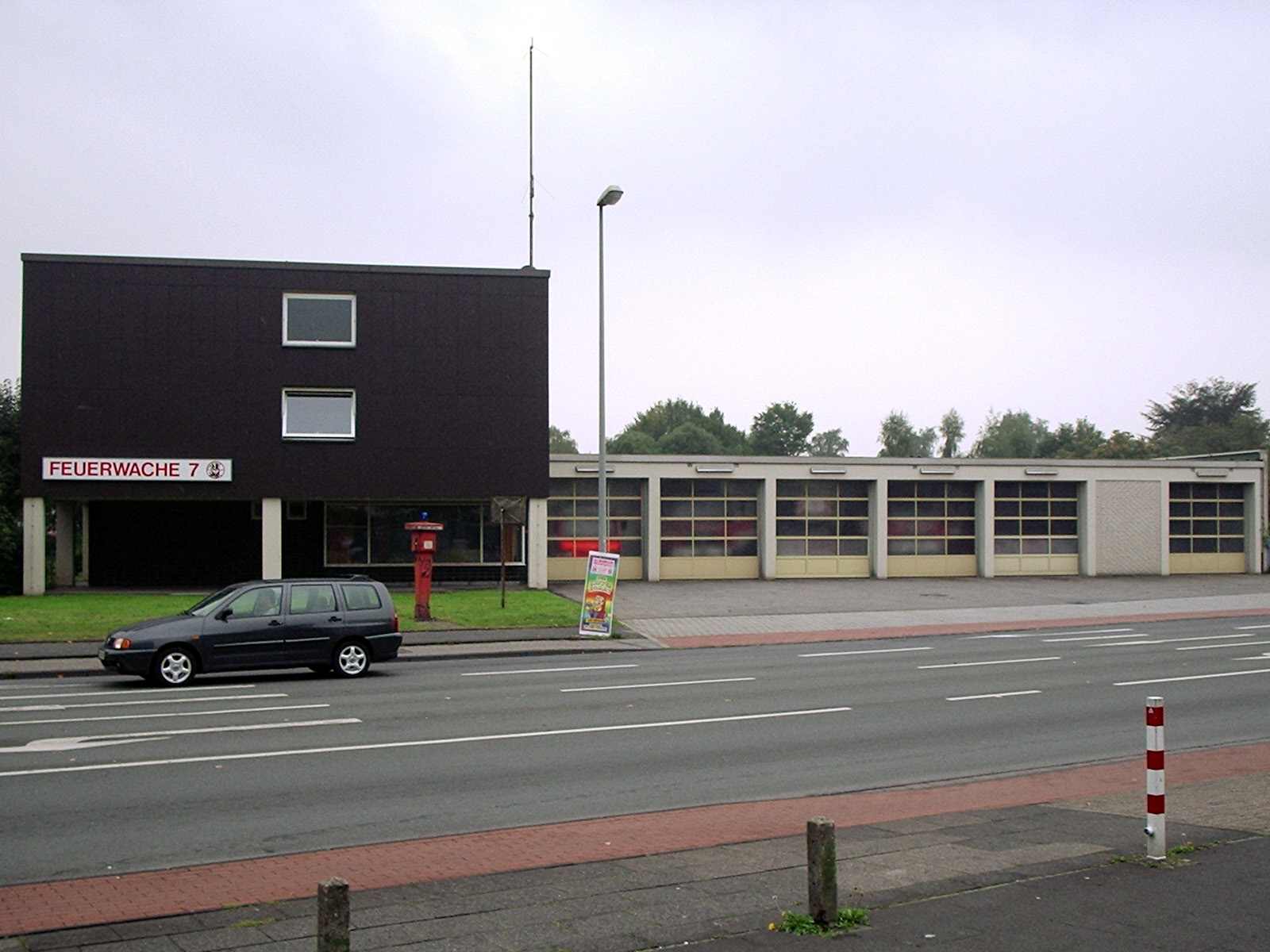
Feuer- und Rettungswache 7 in Buchholz

### Schulen und Kindergärten
In Buchholz gibt es mehrere Kindergärten und Einrichtungen der Kindertagespflege mit unterschiedlichen Betreuungsangeboten. An der Böhmer Straße gibt es eine katholische sowie eine Gemeinschaftsgrundschule mit Angeboten zur Ganztagsbetreuung. Eine weitere, kleinere Grundschule ist am Waterbergpfad in Buchholz gelegen. Die nächstgelegene weiterführende Schule ist die Gesamtschule Duisburg-Süd in Großenbaum oder das Mannesmann-Gymnasium in Huckingen.

### Kirchliche Einrichtungen
In Duisburg-Buchholz gibt es eine katholische sowie eine evangelische Kirchengemeinde. An der Münchner Straße befindet sich die katholische Judas-Thaddäus-Kirche. An der Arlberger Straße liegt die evangelische Jesus-Christus-Kirche. Außerdem befindet sich an der Sittardsberger Allee eine kleinere neuapostolische Kirche.

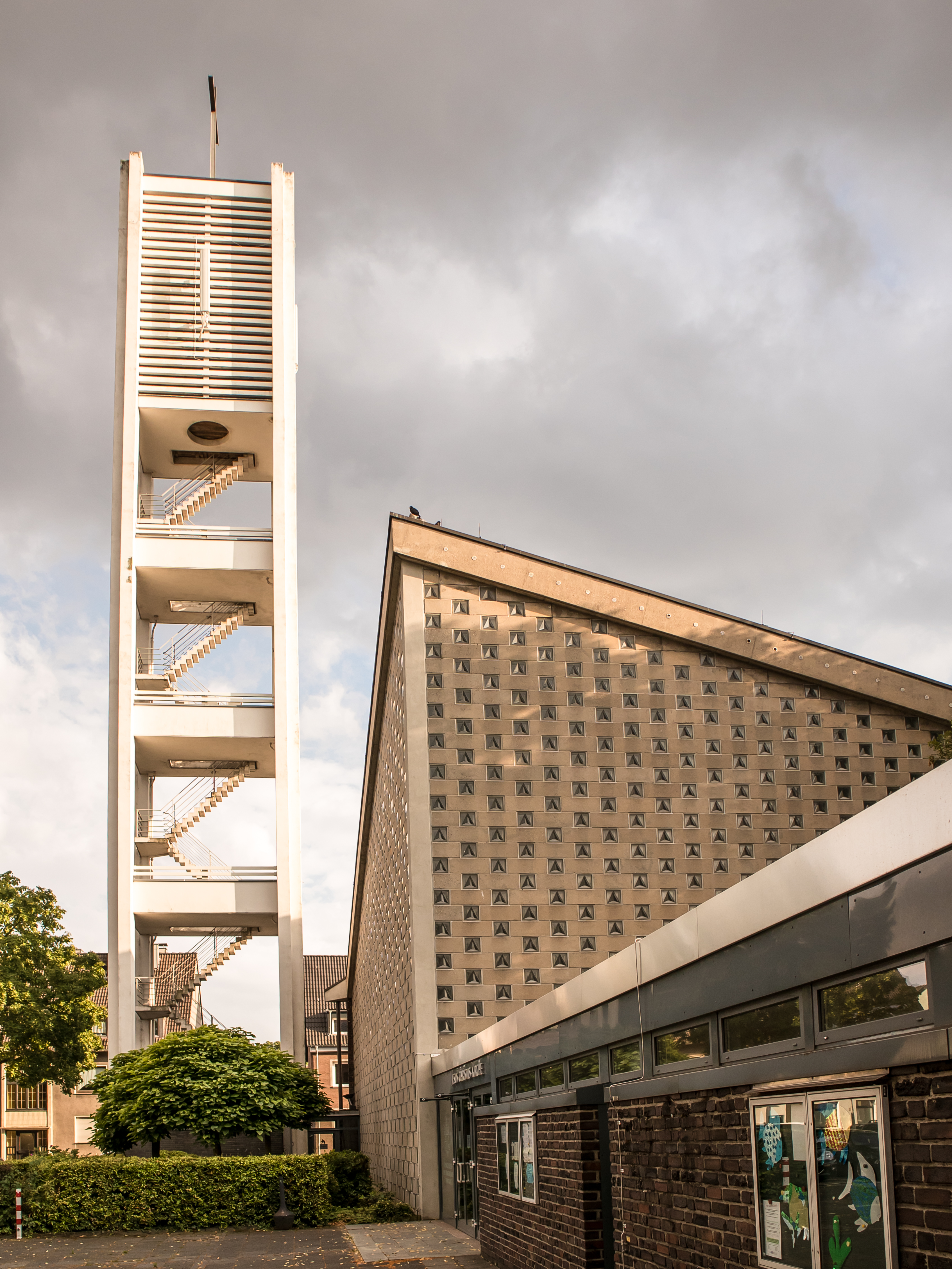
Jesus-Christus-Kirche in Buchholz

### Weitere Einrichtungen
Das Bezirksamt Duisburg-Süd liegt ebenfalls im Stadtteil Buchholz, die Behörde ist dabei für verschiedene Verwaltungsaufgaben im gesamten südlichen Stadtbezirk zuständig. Angrenzend zum Bezirksamt befindet sich die Bezirksbibliothek Buchholz, welche aktuell rund 23.000 unterschiedliche Medien bereithält.

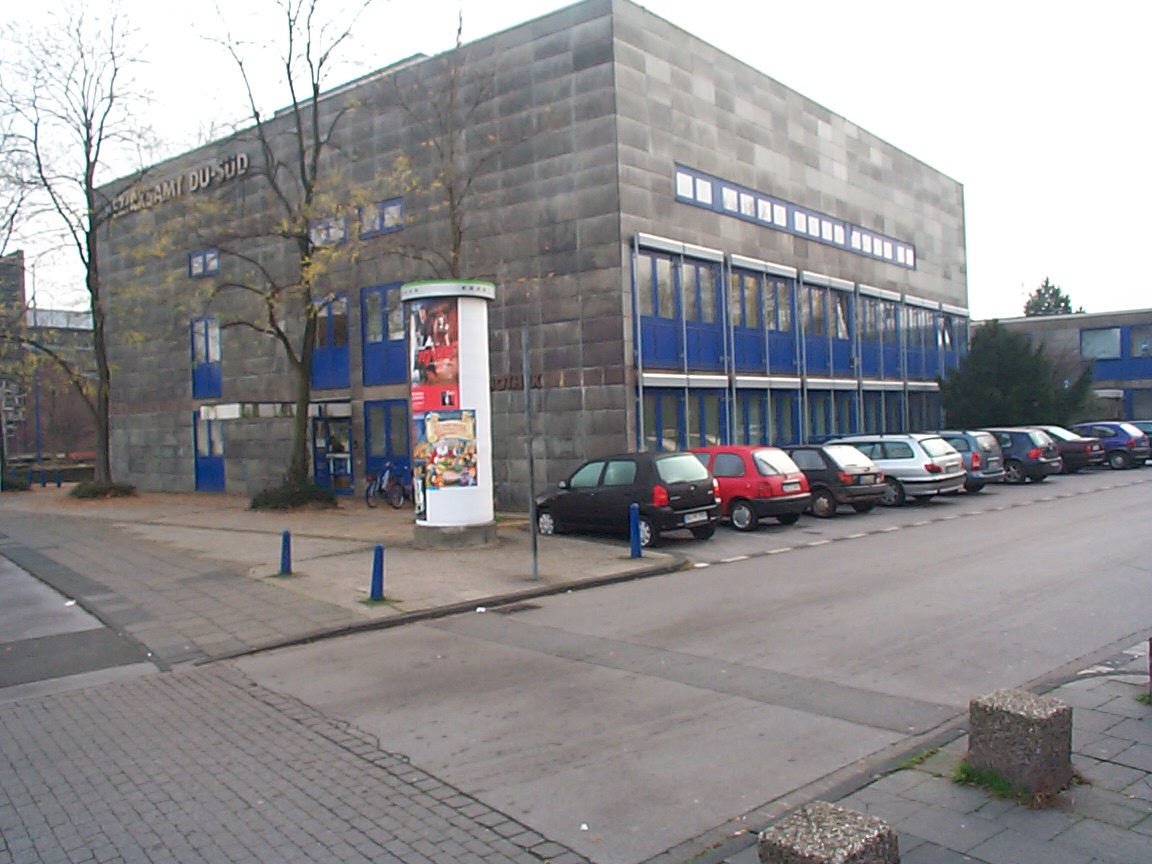
Bezirksamt Duisburg-Süd in Buchholz

Das Technische Hilfswerk (THW) betreibt ebenfalls einen Standort und Ortsverband in dem Stadtteil.
Duisburg-Buchholz beherbergt außerdem den bundesweiten Hauptsitz der Kindernothilfe, eines der größten christlichen Hilfswerke weltweit. Von diesem Standort aus steuert die Organisation ihre weltweiten Aktivitäten und engagiert sich in 32 Ländern Asiens, Afrikas und Lateinamerikas für Not leidende Kinder.

## Verkehr

### Autobahnanbindung
Duisburg-Buchholz besitzt eine Anbindung an die A 59, die früher von Norden kommend in Buchholz endete. Dadurch ist die Auffahrt lediglich in Richtung Norden und die Abfahrt nur aus dieser Richtung möglich. Später wurde die Autobahn nach Süden verlängert. Inzwischen geht sie im Autobahnkreuz Duisburg-Süd in die nach Düsseldorf führende B 8n über. Bei dem Ausbau wurden jedoch keine zusätzlichen Auf- oder Abfahrten in Buchholz angelegt, so dass von Süden aus bzw. in Richtung Süden die Autobahnanbindung in Großenbaum zu nutzen ist.

### Deutsche Bahn
Duisburg-Buchholz ist über die S-Bahnlinie 1 der S-Bahn Rhein-Ruhr mit den wichtigsten Städten im Ruhrgebiet, dem Flughafen Düsseldorf und der Stadt Düsseldorf verbunden. Die Bahnstrecke an Buchholz vorbei ist eine der wichtigsten Verbindungsstrecken für die Deutsche Bahn ins Rheinland.

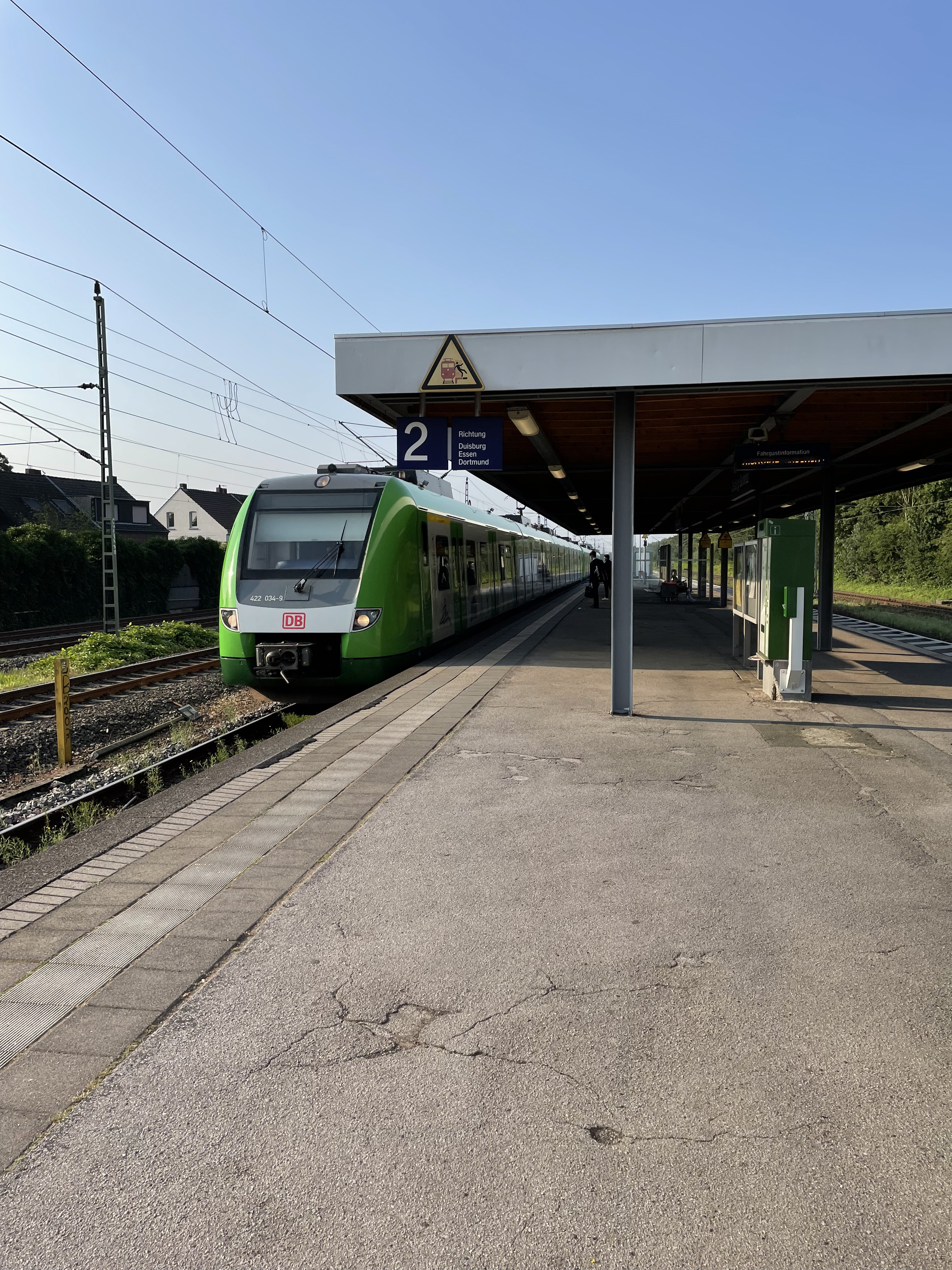
S-Bahn Haltestelle, Duisburg-Buchholz

### U-Bahn und Buslinien
Darüber hinaus ist der Stadtteil auch über die U-Bahn-Linie 79 mit der Duisburger Innenstadt und der Stadt Düsseldorf verbunden. Mehrere Buslinien verbinden Buchholz mit anderen Stadtteilen, der Stadtmitte und Krefeld-Uerdingen.

## Sport

### TuS Viktoria 06 Buchholz e. V.

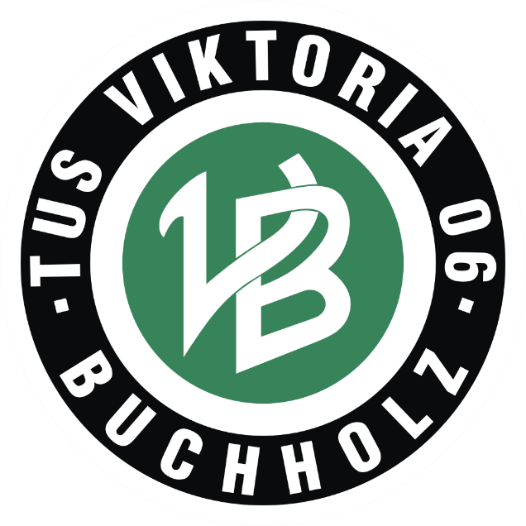
Logo von TuS Viktoria 06 Buchholz e. V.

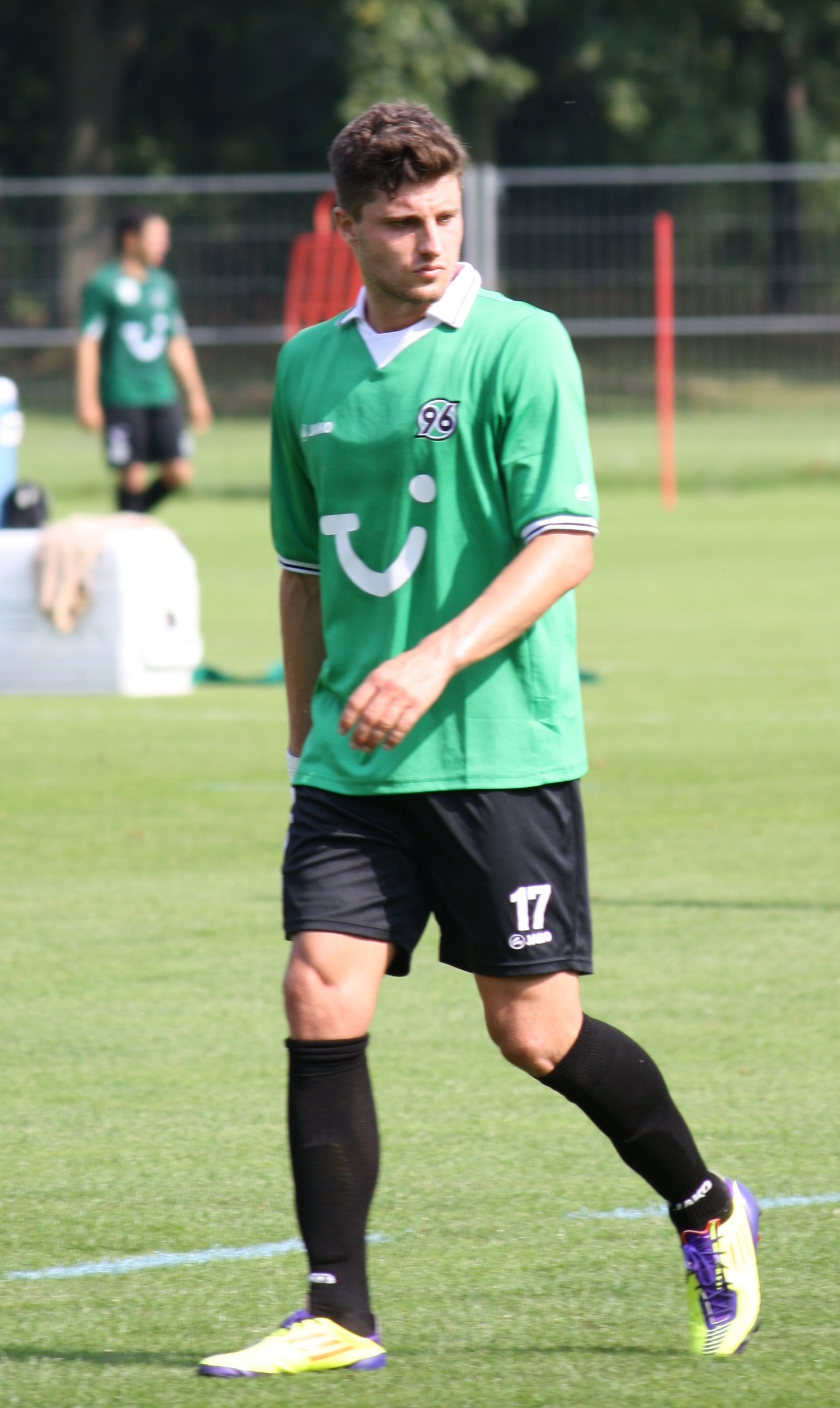
Bundesliga-Profi Moritz Stoppelkamp, im Trikot von Hannover 96

In Buchholz ist der im Jahr 1906 gegründete Fußballverein TuS Viktoria 06 Buchholz e. V. ansässig. Der Verein hat ca. 550 Mitglieder. Die 1. Mannschaft von Viktoria Buchholz spielt in der Bezirksliga Niederrhein, Gruppe 7. Es gibt eine eigene Senioren- und Jugendabteilung. Die Vereinsfarben sind Grün/Weiß/Schwarz. Viktoria Buchholz trägt seine Heimspiele auf der Platz- und Vereinsanlage „Karl-Dölzig-Platz“ an der Sternstraße aus.
Aktive und ehemalige Bundesliga-Profis wie Moritz Stoppelkamp, Stephan Hennen und Daniel Masuch haben ihre Karriere in der Jugend von TuS Viktoria 06 Buchholz e. V. begonnen. Die ehemalige deutsche Bundestagspräsidentin Bärbel Bas gehört zu den offiziellen Unterstützern/Partnern des Vereins.

### Weitere Sportvereine
Neben dem TuS Viktoria 06 Buchholz e. V. sind in Duisburg-Buchholz auch weitere Sportvereine mit Angeboten zu unterschiedlichen Sportarten wie zum Beispiel Tischtennis, Fitness, Gymnastik, Ballett, Tanzen, Kampfsport, Golf oder Reiten ansässig.

## Veranstaltungen
In Duisburg-Buchholz gibt es regelmäßige Veranstaltungen wie beispielsweise das alljährliche, traditionelle Schützen- und Volksfest am Wochenende nach Pfingsten. Auf dem Buchholzer Marktplatz (Norbert-Spitzer-Platz) gibt es zweimal in der Woche einen großen Frische- und Wochenmarkt mit verschiedenen Angeboten zum täglichen Bedarf. Die Händlergemeinschaft auf der zentralen Buchholzer Einkaufsstraße „Münchener Straße“ veranstaltet darüber hinaus auch jährliche Motto- und Shopping Events sowie Weihnachtsmärkte.

## Freizeit und Erholung
Der Ortsteil Buchholz grenzt an das Freizeit- und Naherholungsgebiet Sechs-Seen-Platte mit verschiedenen Möglichkeiten zur Freizeitgestaltung, sportlichen Betätigung und Erholung. Ebenfalls an Buchholz angrenzend befindet sich der Biegerhof mit Reitanlage und großem Erholungspark.
In Buchholz und den angrenzenden Stadtteilen gibt es mehrere Kleingartenanlagen, die zur Erholung und Freizeitgestaltung dienen. Sie bieten die Möglichkeit zum Gärtnern, zur Selbstversorgung und zu geselligen Zusammenkünften inmitten der Natur.

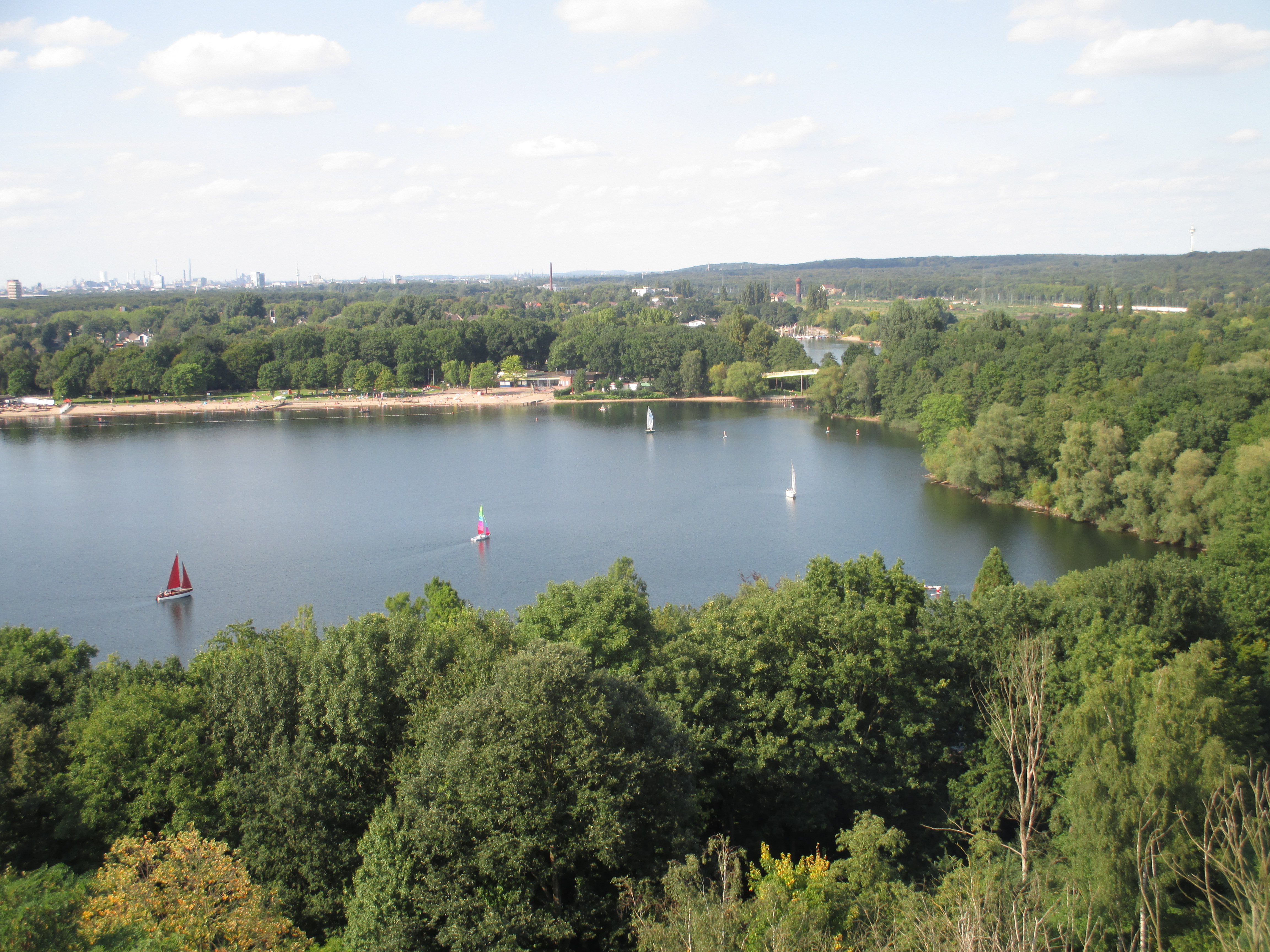
Sechs-Seen-Platte

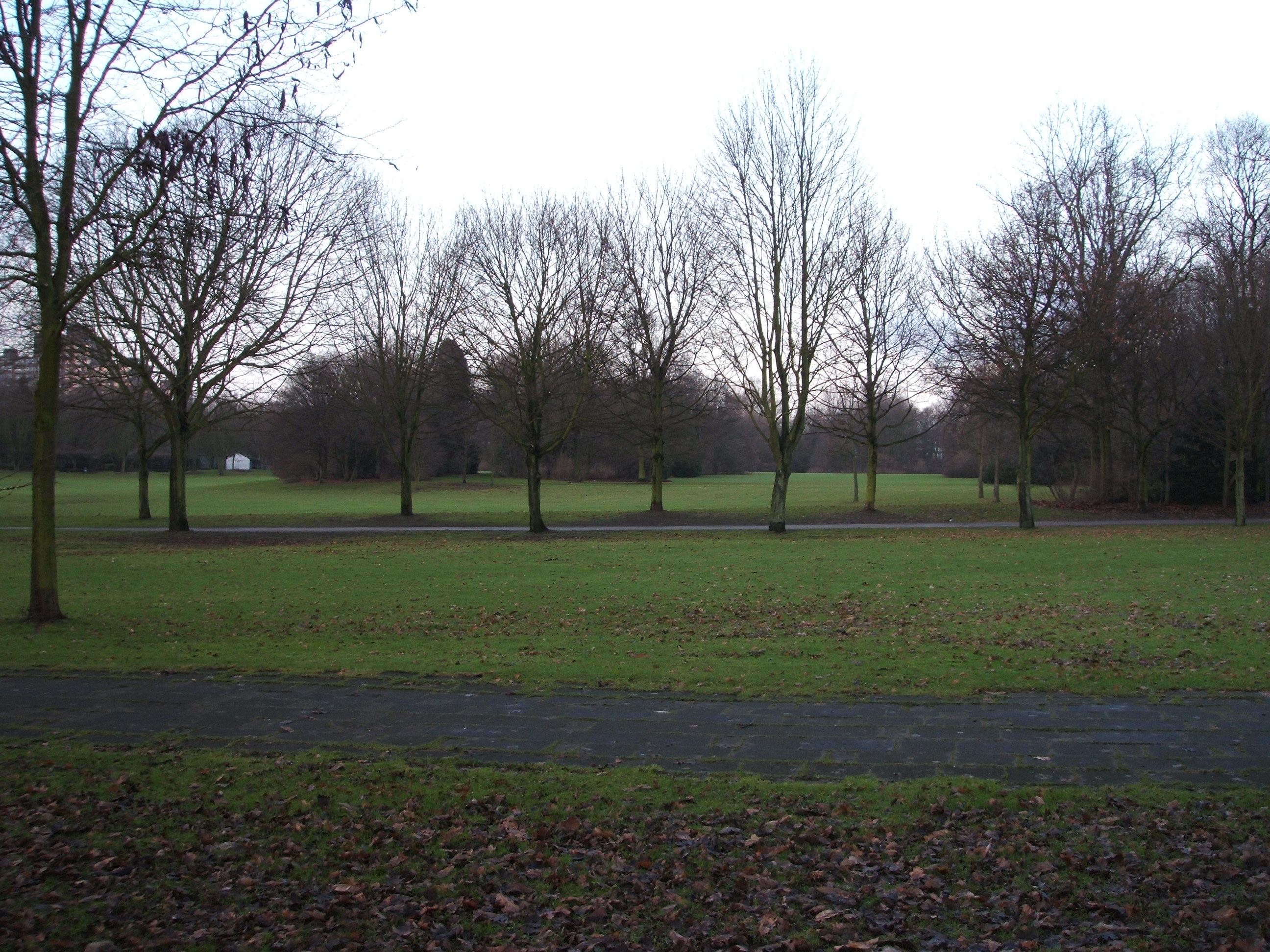
Blick in den Biegerpark

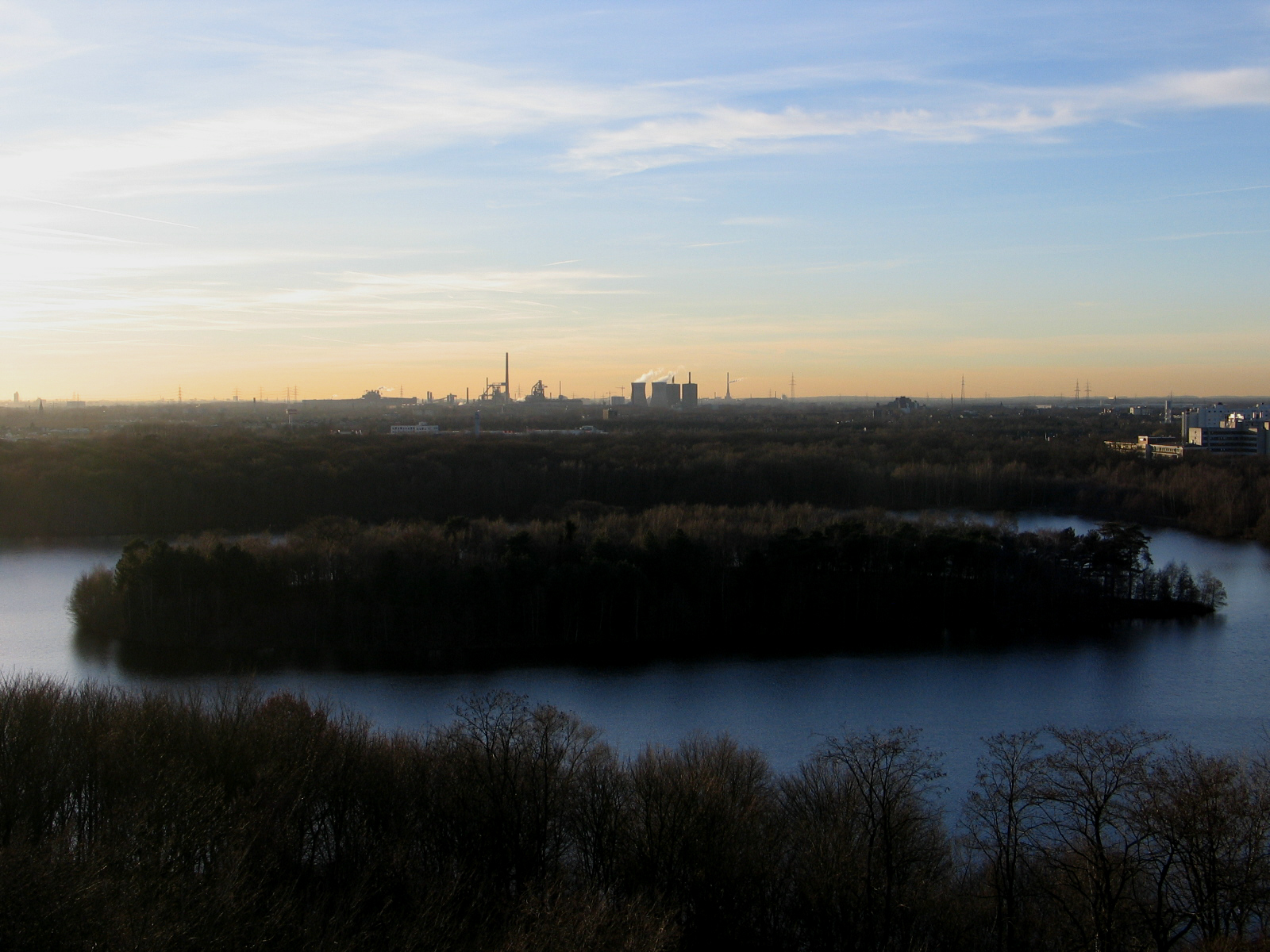
Sechs-Seen-Platte

## Mit Buchholz verbundene Persönlichkeiten
- Torsten Toeller (* 1966), Unternehmer, Investor und Gründer von Fressnapf, lebt in Buchholz
- Moritz Stoppelkamp (* 1986), Fußballspieler, begann seine Karriere in Buchholz
- Peter Sawicki (* 1957), Arzt und Medizinwissenschaftler, führt eine Praxis in Buchholz
- Sarah Philipp (* 1983), MdL und Co-Vorsitzende der SPD Nordrhein-Westfalen, ehemalige Vorsitzende des SPD-Ortsvereins Buchholz
- Bärbel Bas (* 1968), SPD-Politikerin und ehemalige Bundestagspräsidentin, unterstützt den Buchholzer Sportverein